# Thelypteris orbicularis
Thelypteris orbicularis är en kärrbräkenväxtart som beskrevs av Jermy och T. G.Walker. Thelypteris orbicularis ingår i släktet Thelypteris och familjen Thelypteridaceae. Inga underarter finns listade.